# Nejc Potokar
Nejc Potokar (Trbovlje, 2 dicembre 1988) è un ex calciatore sloveno, di ruolo difensore.

## Carriera
Ha giocato nella massima serie dei campionati sloveno, cipriota, croato, malese e moldavo.